# Yū Aoi
Yū Aoi (蒼井 優 Aoi Yū?, Kasuga, Prefectura de Fukuoka, 17 de agosto de 1985), nacida bajo el nombre de Yū Natsui (ナツイユ Natsui Yū?), es una actriz y modelo japonesa. También es conocida como Yū Yamasato (ヤマサトユ Yamasato Yū?) por su cónyuge, Ryota Yamasato. Su debut cinematográfico se produjo con el papel de Shiori Tsuda en la película de 2001 All About Lily Chou-Chou, de Shunji Iwai. Posteriormente, interpretó a Tetsuko Arisugawa en Hana and Alice (2004), también dirigida por Iwai, Kimiko Tanigawa en Hula Girls y a Hagumi Hanamoto en la adaptación a imagen real de la serie de manga Honey and Clover.
Ha ganado numerosos premios por sus actuaciones en la pantalla, incluidos los Premios de la Academia Japonesa y los Premios Kinema Junpo a la mejor actriz de reparto en 2007 por Hula Girls y Novato del Año por actuaciones continuas en el campo de las Películas en Medios y Bellas Artes por el Ministerio de Educación, Cultura, Deportes, Ciencia y Tecnología de Japón en 2009.

## Filmografía
- Lyly Chou-Chou no subete (2001) como Shiori Tsuda.
- Gaichu (2002) como Natsuko.
- Hana to Alice (2004) como Tetsuko (Alice) Arisugawa.
- Nirai kanai kara no tegami (2005) como Asato Fuki.
- Honey and Clover (imagen real) (2006) como Hagumi Hanamoto.
- Tekkon Kinkreet (2006) como Shiro (voz).
- Hula Girls (2006) como Kimiko Tanigawa.
- Niji no Megami (2006) como Kana Satō.
- Mushishi (2007) as Tanyū.
- Miyori no Mori (2007) como Miyori (voz).
- Quiet Room no yōkoso (2007) como Miki.
- Hitto no sekkusu o warauna (2007) como En-chan.
- Tokyo!, como la chica repartidora de pizza.
- Hyakuman-en to nigamushi onna (2008) como Suzuko Satō.
- Redline (2009) Sonoshee McLaren (voz).
- Rurouni Kenshin (2012) como Megumi.
- Capitán Harlock (2013) como Miime (voz).
- Tokyo Ghoul (2014) como Rize Kamishiro.
- Asura.[1][2]

## Apariciones en TV
- "Ao to Shiro to Mizuiro" (2001) como Kimiko Shiina.
- "Ukiwa - Shōnen-tachi no Natsu" (2002) como Miyuki Yamashita.
- "Shin Zukkoke Sanningumi" (2002)
- "Kōkōkyōshi" (2003)
- "Engimono" (2003)
- "14kagetsu" (2003)
- "Ichiban taisetsu na Dēto Tokyo no Sora- Shanghai no Yume" (2004).
- "Yo ni mo Kimyō na Monogatari: Kako kara no Nikki" (2004).
- "Nanako to Nanao" (2004)
- "Tiger & Dragon" (2005)
- "Nijūyon no Hitomi" (2005)
- "Dr. Koto Chinryosho 2006" (2006)
- "Aoi Yū x 4tsu no Uso Camouflage" (2008)
- "Osen" (2008)